# マルティニャーノ (アスコリ・ピチェーノ県)
マルティニャーノ（伊: Maltignano）は、イタリア共和国マルケ州アスコリ・ピチェーノ県にある、人口約2,200人の基礎自治体（コムーネ）。

## 地理

### 位置・広がり
アスコリ・ピチェーノ県のコムーネ。県都アスコリ・ピチェーノから東南東へ9kmの距離にある。

#### 隣接コムーネ
隣接するコムーネは以下の通り。括弧内のTEはテーラモ県所属を示す。
- アスコリ・ピチェーノ
- フォリニャーノ
- サンテジーディオ・アッラ・ヴィブラータ (TE)

### 気候分類・地震分類
マルティニャーノにおけるイタリアの気候分類 (it) および度日は、zona D, 1999 GGである。
また、イタリアの地震リスク階級 (it) では、zona 2 (sismicità media) に分類される。